# アンティゲネス
アンティゲネス（希：Aντιγενης, ラテン文字転記：Antigenes, ? - 紀元前316年）は、マケドニア王ピリッポス2世およびアレクサンドロス3世に仕えた将軍である。
ピリッポスの治世の時、アンティゲネスは紀元前340年のペリントス攻囲に参加し、その際に矢を受けて片目を失った。この時彼は仲間から矢を抜いてやろうと言われたが、それに耳を貸さずに敵を追い込むまで攻撃をやめなかったという。また、アンティゲネスはスサでの合同結婚式の際、借金をしていると偽ってアレクサンドロスから金を受け取ったが、それが発覚して宮廷から追放され、官位を剥奪された。しかし、あまりにも意気消沈し、自殺さえしそうな様子のアンティゲネスを見てアレクサンドロスは彼を許した。
紀元前323年にアンティゲネスは一旦除隊し、クラテロスに率いられて他の除隊兵と共にマケドニアへと帰ろうとした。ところが、彼らがマケドニアに着く前にアレクサンドロスは死去した。王の死後はバビロン会議で帝国摂政の座についたペルディッカスがマケドニアの実権を握るも、その基盤は脆弱で、各地の諸将が反旗を翻した。紀元前321年、ペルディッカスはこれを打倒しようとエジプトに遠征するも、不手際のために味方の将兵にも見放され、殺害された。このとき、アンティゲネスも又、ペルディッカスに従っていたが、セレウコスやペイトン等と共にペルディッカスの暗殺に加担した。その後、ペルディッカス亡き後の帝国の体制を決定するトリパラディソスの軍会において、アンティゲネスはスシアナ太守となり、同時に銀楯隊の指揮官の一人に任命された。
エウメネスとアンティゴノスとの戦いに際し、帝国摂政ポリュペルコンの指示を受けたアンティゲネスは配下の兵士とともにエウメネスの側に付いた。当初アンティゲネスは同僚の銀楯隊の指揮官テウタモスがエウメネスに対する陰謀を企てた際に彼を説得して陰謀をやめさせたり、紀元前317年にセレウコスとペイトン（彼等はアンティゴノスの同盟者になっていた）にエウメネスから軍の指揮権を剥奪するよう唆されても耳を貸さなかったなどエウメネスに対して好意的な態度を示していたが、やがてエウメネスと指揮権を争ったり、再び企てられたエウメネスに対する陰謀には加わるなどした（エウメネスの有能さに対する嫉妬の故であるとプルタルコスは述べている）。紀元前317年に始まった中近東を舞台にしたエウメネスとアンティゴノスの戦いでアンティゲネスはエウメネスの陣営で戦い、アンティゲネスとテウタモスの率いる銀楯隊はパラエタケネ、ガビエネ（紀元前316年）の会戦で大いに活躍した。しかし、ガビエネの戦いでエウメネスとアンティゴノスが戦った時、エウメネス軍の損害自体は大したものではなかったものの、エウメネスは後方に控えていた輜重隊を奪われた。奪われた輜重には銀楯隊の家族や財産も含まれていたため、銀楯隊およびエウメネスに良からぬ感情を持っていたアンティゲネスら諸将はアンティゴノスと取り引きし、エウメネスをアンティゴノスに突き出し、降伏した。しかし、アンティゲネスはアンティゴノスによって捕えられ、穴に入れられ焼き殺されるという悲惨な最期をとげた。

## 註
1. ↑  プルタルコス, 「アレクサンドロス」, 70
2. ↑  ユスティヌス, XII, 12
3. ↑  ディオドロス, XVIII, 36
4. ↑  ibid, XVIII, 39
5. ↑  フォティオス, cod. 92
6. ↑  ディオドロス, XVIII, 59
7. ↑  ibid, XVIII, 62; XIX. 12
8. ↑  ディオドロス, IX. 15
9. ↑  プルタルコス, 「エウメネス」, 16
10. ↑  ibid, XIX, 44